# Le clown reste sur la photo
Le clown reste sur la photo (France) ou Scènes de la vue conjugale (Québec) (The Clown Stays in the Picture) est un épisode de la série télévisée d'animation Les Simpson. Il s'agit du quatorzième épisode de la trentième saison et du 653e de la série.

## Synopsis
Dans le bus scolaire, Bart s'ennuie et prend un des écouteurs de Lisa qui suit les podcasts de Marc Caron. Dans une interview de Krusty, il lui demande de parler du livre Les Sables de l'espace, souvenir douloureux pour lui car adorant cette œuvre, Krusty a tenté de l'adapter au cinéma à la fin des années 80. À cette époque, celui-ci est devenu célèbre pour son rôle de policier réincarné en chien dans le film Good Cop, Dog Cop. Il veut alors faire un cinéma plus profond et tient absolument à mettre sur pied cette œuvre réputée inadaptable. Les producteurs du studio n'acceptent qu'après qu'il les ait menacés de ne plus faire d'autre film, mais avec un budget réduit et une équipe au rabais. Ils espèrent un flop et le retour de Krusty dans des films plus commerciaux. 
Homer Simpson et Marge Bouvier, alors un jeune couple, font partie de l'équipe du film. Ils partent en tournage au Mexique. Krusty, en tant que producteur et acteur, a des exigences maniaques qui font démissionner le réalisateur choisi par la production. Il décide de réaliser lui-même le film, mais perd les pédales à cause de son inexpérience, incapable de prendre une seule décision. Marge va l'aider et lui remonter le moral, et Krusty lui propose de devenir son assistante à la réalisation. Il se repose de plus en plus sur elle au point de devenir jaloux du temps qu'elle passe avec Homer. Il va alors confier à ce dernier les tâches les plus dangereuses, espérant sa mort, alors que Marge ne se rend compte de rien. Jusqu'à ce qu'Homer se fasse enlever par un cartel mexicain qui demande une rançon d'un million de dollars. Krusty refuse de payer, mais l'équipe du film décide d'agir pour le sauver.

## Réception
Lors de sa première diffusion, l'épisode a attiré 2,75 millions de téléspectateurs.